# Буравцовка
Буравцовка — деревня в Эртильском районе Воронежской области России.
Административный центр Буравцовского сельского поселения.

## География
В деревне имеются три улицы — Зеленая, Молодежная и Центральная.

## Население
| 2000 | 2010 |
| ---- | ---- |
| 359  | ↘302 |

В 2005 году численность населения деревни составляла 337 человек.